# Stefano Camilleri
Stefano Camilleri, né à Joppolo Giancaxio le 1er janvier 1935, mort à Rome le 3 avril 2013, est un chef d'entreprise et homme politique italien. 
Membre de la Démocratie chrétienne, il est maire de Palerme 22 jours, en août 1984, et détient le record de brièveté à ce poste.

## Biographie
Chef d'entreprise, il fonde dans les années 1970 à Palerme le centre de santé Static, aujourd'hui Sanicam, l'un des premiers à voir le jour dans la capitale sicilienne, avant de s'implanter également à Catane. 
Après avoir été maire de Joppolo Giancaxio entre octobre 1960 et janvier 1973, il est élu au conseil municipal de Palerme sous les couleurs de la Démocratie chrétienne.
Issu de l'aile gauche du parti, membre du courant Forze nuove de Carlo Donat-Cattin auquel appartient le secrétaire régional de la DC, Rosario Nicoletti, mais proche de Vito Ciancimino, il est adjoint pour la police urbaine dans la junte d'Elda Pucci. Son parti, qui dirige la ville depuis plus de 30 ans, se déchire entre courants internes, poussant tour à tour les maires Nello Martellucci, Elda Pucci et Giuseppe Insalaco à la démission en l'intervalle de 15 mois.
Plusieurs noms sont proposés pour remplacer ce dernier, dont celui de Leoluca Orlando, puis celui de Camilleri qui est rejeté par 15 membres de son parti.
Afin d'éviter la dissolution du conseil par l'Assemblée régionale en faveur de laquelle se sont exprimés les socialistes, les communistes et les jeunes catholiques de la Gioventù aclista et du groupe Politica Giovani proche de Sergio Mattarella, Camilleri est élu le 6 août 1984, par 25 voix des 49 conseillers présents (sur 80 élus) grâce au soutien des tenants du pouvoir considérés comme proches de la mafia : le puissant leader des andréottiens siciliens Salvo Lima, et Vito Ciancimino, qui a conservé son influence malgré son exclusion de la DC, et les dorotei, renforcés par l'adhésion d'anciens partisans de Ciancimino. Seize conseillers démocrates-chrétiens, issus des rangs fanfaniens — dirigés par Luigi Gioia, et parmi lesquels les anciens maires Elda Pucci et Giuseppe Insalaco — demitians menés par Attilio Ruffini, morotei autour de Sergio Mattarella et Leoluca Orlando, et du courant Forze nuove dont Camilleri est issu, refusent d'assister au vote. Le PRI n'y participe pas non plus. PSI, PSDI et PLI, membres de la majorité sortante, ne votent pas en sa faveur. Le PCI et le MSI contestent le vote pour non respect du quorum, lequel a pu être abaissé parce que leader républicain Aristide Gunnella a obtenu que les cinq élus de son parti et deux sociaux-démocrates sortent de la salle.  
La contestation interne à la DC s'explique par les divisions nationales au sein du parti et par les répercussions politiques de la mort du général Carlo Alberto dalla Chiesa. Les 16 conseillers démocrates-chrétiens frondeurs réclament durant un mois la démission de Camilleri et refusent de participer à la future junte municipale. 
Cette majorité étroite et la forte contestation interne et externe empêche la formation d'un gouvernement avec les cinq composantes de l'ancienne majorité, ni une junte monocolore. Il peut cependant verser les paiements dus à l'ICEM de Roberto Parisi et à Lesca d'Arturo Cassina qu'Insalaco avait suspendu. Il démissionne le 29 août, après 22 jours, au soir de l'élection du conseil et dix mois avant les prochaines élections municipales. La DC peut ainsi espérer surmonter ses divisions et constituer un gouvernement pentacolore pour éviter des élections municipales anticipées. Un accord est trouvé en octobre avec l'élection de l'ancien maire Nello Martellucci, pour quelques semaines seulement.
Le nom de Stefano Camilleri est ensuite cité dans des enquêtes judiciaires en tant qu'actionnaire à 50 % de la société Cespa, entreprise de construction dirigé par Ignazio Lo Presti, cousin de Nino Salvo, et proche de Totuccio Inzerillo, puis comme dirigeant de Kaitech, bénéficiaire de versements de la part du fils de Vito Ciancimino. Il apparaît également dans le carnet retrouvé après la mort de Giuseppe Insalaco parmi les responsables des contrats publics truqués.